# 科学怪人的鬼魂
《科学怪人的鬼魂》（英語：The Ghost of Frankenstein），又称《弗兰肯斯坦的鬼魂》，是1942年美国的一部恐怖片，本片是环球影业科学怪人系列的第四部电影，《科学怪人之子》的续集，由小朗·钱尼饰演怪物。《科学怪人的鬼魂》的续集是《科学怪人大战狼人》，朗·钱尼在这部电影中没有再饰演弗兰肯斯坦的怪物，而饰演狼人。

## 演員表
- 小朗·钱尼 怪物

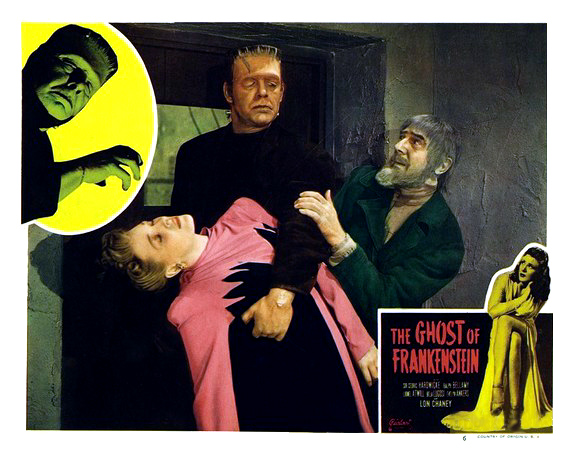

- 塞德里克·哈德威克  Dr. Ludwig Frankenstein
- 拉尔夫·贝拉米  Erik Ernst
- 莱昂内尔·阿特威尔  .Dr. Theodor Bohmer
- 贝拉·卢戈西  Ygor
- 伊芙琳·安克尔斯 Elsa Frankenstein
- 劳伦斯·格兰特 Mayor